# Palaeomolis glaphyra
Palaeomolis glaphyra là một loài bướm đêm thuộc phân họ Arctiinae, họ Erebidae.